# مدينة جواثا السياحية
مدينة جواثا السياحية هي مدينة سياحية تقع في تقع مدينة جواثا السعودية في محافظة الاحساء شرق المملكة على بُعد 17 كم من الجهة الشمالية الشرقية لمدينة الهفوف، حيث تتواجد شمال شرق قرية الكلابية، وتم تأسيس مدينة جواثا في 11 فبراير 2014، تضم مدينة جواثا ثلاث بلدات رئيسية وهم الكلابية والمقدام وحليلة، حيث تمتد إلى حدود بلدية الجرن وبلدية مخطط الصفا، وصولاُ إلى الواحة الخضراء في الجهة الجنوبية منها.

## الوصف العام
هي مدينة ترفيهيه بالقرب من مسجد جواثا التاريخي والذي صليت فيه ثاني جمعة بالإسلام وتحتوي المدينة على العديد من الانشطة الترفيهيه للصغار والكبار مثل مدينة الألعاب نادي الطيران الشراعي ونادي الكارتنيج ونادي البينتبول وبحرة وقوارب، وتحتوي مدينة جواثا السياحية علي سوق (هجر التراثي)، ومساحات لاقامة الفعاليات الحية والتراثية والثقافية بالإضافة لمساحات للتخييم الشتوي.

## الجغرافيا
وتبلغ مساحتها حوالي مليوني متر مربع، وتضم بحيره يتجاوز مسطحها (15) مترًا مربعًا، وتتفرع منها مجموعة من الجداول، وكذلك مسطحات خضراء، وألعاب للأطفال.

## منتزه جواثا بالاحساء
يعتبر منتزه جواثا بالاحساء أجمل منطقة مصيف طبيعية في الاحساء بالمملكة، حيث أن تلك منطقة آثرية وكانت عاصمة الاحساء قديماً، تشتهر بوجود مسجد عبد القيس ومسجد جواثا الذي أقيمت فيه ثاني جمعة في الإسلام بعد مسجد الرسول صلَّ الله عليه وسلم، ومنتزه جواثا من المعالم الآثرية التاريخية القيمة بالمملكة يقع في شمال شرق مدينة الهفوف وشمال قريتي المقدام والكلابية، يتواجد على مساحة 2.000.000 متر مربع، وزرع بحوالي 20.000 شجرة متنوعة، كما أن مساحة الموقع المطروحة للاستثمار تبلغ 1.870.000 متر مربع، ويشتهر بكثرة وجود أشجار الأراك به.

## مسجد جواثا
من المعالم الاثرية التاريخية التي تتواجد في مدينة جواثا في محافظة الاحساء بالمملكة، بني في عهد الرسول محمد صلَّ الله عليه وسلم وقام ببنائه سكان بلاد البحرين، حيث أنهم بادروا بالإسلام طوعاً وليس كرهاً، وتشرفوا بمدح النبي عليه الصلاة والسلام لهم، وجاء اسم المسجد من أصل كلمة جأث الرجل، وهذا يعني وجود حصن بالموقع يجعلهم يلجأون إليه عند الفزع، ويعتبر موقع جواثا الآن موقع كثبان رملية تظهر به الكثير من المنخفضات التي تدل على الإقامة في تلك المنطقة منذ قديم الزمان، وتوجد بالموقع أيضا مجموعة كبيرة من التلال الأثرية التي تغطيها الرمال وتنتشر فوقها أصناف عديدة من الأشغال الفخارية والخزفية، وكسر الزجاج الملون والأبيض الشفاف.

## عين جواثا
وهي من المناطق الآثرية المتواجدة في جواثا يطلق عليها أهل جواثا اسم عين الجثي، والبعض يطلق عليها اسم عين أبي هريرة، وهي عبارة عن بئر محفورة في الصخور، يبلغ محيطها أربعة أمتار ونصف، وتحتوي اليوم على حجارة من الداخل.